# Al-Adil II Sayf ad-Din
Pour les articles homonymes, voir Sayf ad-Dîn.
Sayf ad-Dîn Al-Malik al-`Âdil Abû Bakr ben Nâsir ad-Dîn Muhammad (1221 † 1248), ou Al-Adîl II dit le Juste, Safadin II pour les croisés, est un sultan ayyoubide d'Égypte (1238-1240) et de Damas (1238-1239), fils et successeur d'Al-Kamil Nâsir ad-Dîn.

## Biographie
Son père Al-Kamil meurt le 8 mars 1238, et il lui succède, sans avoir la poigne de son père. L’anarchie s’installe rapidement dans l’empire ayyoubide après son avènement. Shirkuh, émir de Homs attaque son voisin et rival Taq ad-Din, émir de Hama. À Damas, les luttes de pouvoir éclatent, et son demi-frère Malik al-Salih Ayyoub y prend le pouvoir au début de l’année 1239. Il en est chassé en septembre de la même année par un de ses oncles, Al-Salih Ismaël, et capturé par un de ses cousins, An-Nasir Dâ'ûd, ancien sultan de Damas et émir de Kerak.
Pendant ce temps, Al-Adel mécontente les mamelouks en les écartant des postes clés et en y plaçant ses favoris. À Kerak, peu après, les deux cousins se réconcilient, An-Nasir libère Ayyoub et les deux s’allient contre Al-Adil et Ismail. Ayyoub souhaite prendre le contrôle de l’Égypte, tandis qu’An-Nasir cherche à récupérer Damas. Ils commencent par marcher sur l’Égypte, et Al-Adel se rend à Bilbéis avec son armée pour leur barrer la route. Le 31 mai 1240, les mamelouks cernent la tente d’Al-Adel, se saisissent de sa personne, le déposent et appellent Ayyub pour le mettre sur le trône.
Al-Adel est ensuite emprisonné pendant huit ans au Caire et meurt le 9 février 1248. Il ne laisse qu’un fils Malik al-Moghith Feth ad-Din Omar.
Le coup d’État organisé par les Mamelouks en mai 1240 est le prélude à l’importance que ces derniers vont prendre en Égypte. Ayyoub, leur doit son trône et ne va cesser de les favoriser. Quand Touran-Shah, fils et successeur d’Ayyoub, tente de mettre un terme à leur importance, il est déposé et assassiné par les Mamelouks, qui mettent fin au sultanat ayyoubide en Égypte et remplacent par l’état mamelouk, gouvernés par des sultans issus de leur propre rang.